# Église Santa Caterina da Siena in Via Giulia
L'église Santa Caterina da Siena (en français « église Sainte-Catherine-de-Sienne ») est un lieu de culte catholique à Rome, situé dans le rione Regola, dans la via Giulia (via Giulia ad. 151) .

## Histoire
L'histoire de l'église est étroitement liée à l'histoire de l'archiconfrérie de Sienne, à laquelle l'édifice appartient encore aujourd'hui. La communauté siennoise est présente à Rome depuis la fin du XIVe siècle. Au début, elle était basée dans l'église Santa Maria in Monterone, puis elle s'est déplacée, vers le milieu du XVe siècle, vers le tombeau de sainte Catherine de Sienne dans la basilique Santa Maria sopra Minerva ; après 1461, année de la canonisation de la sainte siennoise, le siège de la confrérie devint l'église San Nicola degli Incoronati près de via Giulia.
En 1519, l'association siennoise est officiellement reconnue comme confrérie par le pape Léon X. Des marchands et banquiers siennois habitent via Giulia depuis le XVe siècle où il est décidé la construction de l'église dédiée à la sainte patronne de la ville, de l'oratoire de la confrérie et de la maison du clergé, travaux qui sont confiés en 1526 à Baldassarre Peruzzi et qui sont financés par la noblesse siennoise de Rome, parmi lesquels le distingué cardinal Giovanni Piccolomini et le banquier Agostino Chigi. Tombant en ruine notamment à cause des crues du Tibre, l'édifice est entièrement reconstruit sur un projet de Paolo Posi entre 1766 et 1775, année de la consécration du nouvel autel.
Des descriptions de l'église primitive subsistent dans certains documents aujourd'hui conservés dans les archives de la confrérie (devenue archiconfrérie en 1736). Elle possédait trois autels : sur le maître-autel était exposée la toile représentant la Résurrection, œuvre de Girolamo Genga, aujourd'hui conservée dans l'oratoire de l'archiconfrérie ; les autels latéraux étaient décorés de fresques avec des peintures de Timoteo della Vite, un disciple de Raphaël, et d'Antiveduto Grammatica, dont le tombeau se trouvait dans l'église.

## Description

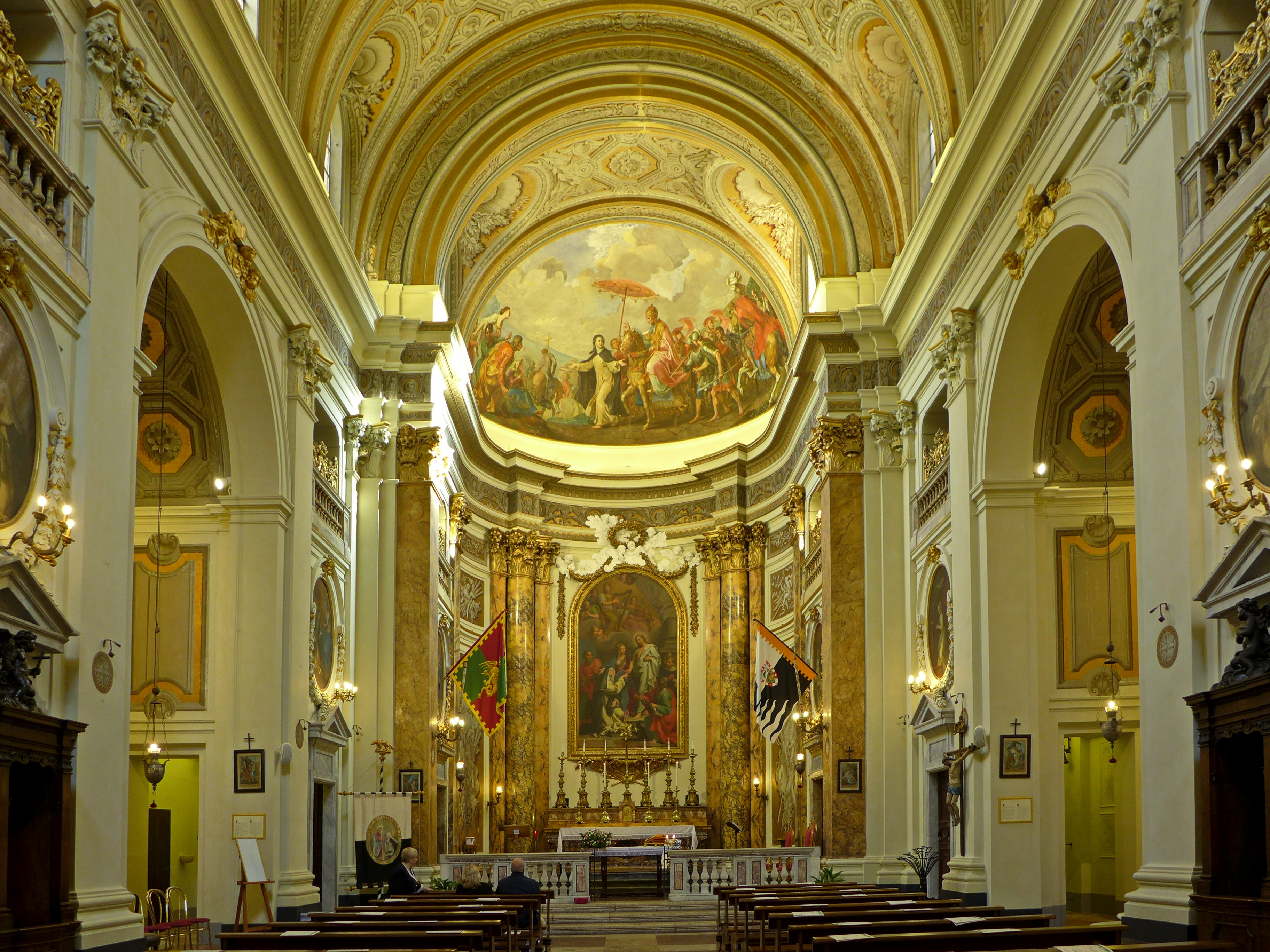
Intérieur

La façade est inspirée de Borromini. Sur les côtés de la fenêtre centrale, figurent Romulus et Remus avec la louve, qui est le symbole de Sienne : selon la légende, cette ville a été fondée par Romulus et Rémus.
L'intérieur a une seule nef avec quatre chapelles latérales, un chœur et une abside légèrement surélevés. Dans les panneaux qui décorent la voûte en berceau, deux peintures à la détrempe représentent des Anges musiciens, œuvre d'Ermenegildo Costantini. Les murs sont décorés de quatre ovales de chaque côté peints par Ignazio Morlà, Tommaso Conca, Étienne Parrocel et Pietro Angeletti.
Dans les deux chapelles de droite, se trouvent deux retables du XVIIIe siècle, représentant un Sermon de saint Bernard du Sicilien Salvatore Monosilio et L'Apparition du Christ au bienheureux Bernardo Tolomei priant de Niccolò Lapiccola. Dans les deux chapelles de gauche, se trouvent deux autres œuvres de la même époque : une Assomption de Tommaso Conca, et l'épisode de Grégoire VII éteignant l'incendie déclenché par les troupes d'Henri IV de Domenico Corvi. À côté de ce dernier ouvrage se trouve le monument funéraire de Paolo Posi, architecte de l'église, œuvre de Giuseppe Palazzi.
Au niveau du chœur, dans l'abside, se trouvent le tableau de Laurent Pécheux, le Retour de Grégoire XI d'Avignon (1773), pour lequel sainte Catherine a tant travaillé ; sur le maître-autel, le Mariage mystique de sainte Catherine (1768) est de Gaetano Lapis.
Les seuls témoignages subsistants de l'ancienne église se trouvent aujourd'hui dans l'oratoire de l'archiconfrérie, au premier étage du bâtiment annexe. Il s'agit de la Résurrection susmentionnée de Gerolamo Genga, une croix peinte  des deux côtés du bois, attribuée à Rutilio Manetti  et la statue de sainte Catherine, une œuvre en plâtre d'Ercole Ferrata.
L'église et les pièces annexes s'étendent jusqu'au côté opposé de l'îlot, via di Monserrato, où en 1912 la façade a été refaite à l'imitation de celle de la maison natale de sainte Catherine à Sienne dans le quartier de Fontebranda.

## Boir aussi